# Rocznik Warszawski
Rocznik Warszawski – rocznik ukazujący się od 1960 roku w Warszawie. Wydawcą pierwotnie było Towarzystwo Przyjaciół Zamku Królewskiego w Warszawie, od 2012 roku Muzeum Historyczne m.st. Warszawy. Publikowane są w nim artykuły naukowe, recenzje, materiały dotyczące historii Warszawy. 